# NGC 4417
NGC 4417 (również PGC 40756 lub UGC 7542) – galaktyka soczewkowata (SB0), znajdująca się w gwiazdozbiorze Panny. Odkrył ją William Herschel 15 kwietnia 1784 roku. Należy do Gromady w Pannie.